# Zaurbek Sidakov
Zaurbek Kazbekovich Sidakov (en rus: Заурбек Казбекович Сидаков, en osseta: Сидахъаты Хъазыбеджы фырт Зауырбег; nascut el 14 de març de 1996) és un lluitador d'estil lliure rus, que competeix amb 74 quilos. Zaurbek és el vigent campió olímpic dels 74 kg i tres vegades campió del món, reclamant els seus títols el 2018 i el 2019 i el 2023.